# Duke Nukem (sorozat)
A Duke Nukem egy videójáték-sorozat, melynek fejlesztői a 3D Realms, a Sunstorm Interactive és az Apogee Software. Nevét a sorozat főszereplőjéről kapta.
A sorozat egyik legutóbbi része a Duke Nukem Forever, amely hosszú évekig tartó, többször az alapoktól újrakezdett fejlesztés után 2011 júniusában jelent meg.

## Megjelenések

### PC
| Cím                           | Kiadás éve | Platform                    |
| ----------------------------- | ---------- | --------------------------- |
| Duke Nukem                    | 1991       | MS-DOS                      |
| Duke Nukem II                 | 1993       | MS-DOS                      |
| Duke Nukem 3D                 | 1996       | MS-DOS, Mac OS              |
| Duke Nukem: Manhattan Project | 2002       | Microsoft Windows           |
| Duke Nukem Forever            | 2011       | Microsoft Windows, Mac OS X |
| Duke Nukem 3D: World Tour     | 2016       | Microsoft Windows, Mac OS X |

### Konzol
| Cím                           | Kiadás éve | Platform                                                                           |
| ----------------------------- | ---------- | ---------------------------------------------------------------------------------- |
| Duke Nukem 3D                 | 1997       | PlayStation (Duke Nukem: Total Meltdown), Nintendo 64 (Duke Nukem 64), Sega Saturn |
| Duke Nukem 3D                 | 1998       | Mega Drive/Genesis                                                                 |
| Duke Nukem: Time to Kill      | 1998       | PlayStation                                                                        |
| Duke Nukem: Zero Hour         | 1999       | Nintendo 64                                                                        |
| Duke Nukem: Land of the Babes | 2000       | PlayStation                                                                        |
| Duke Nukem 3D                 | 2008       | Xbox Live Arcade                                                                   |
| Duke Nukem: Manhattan Project | 2010       | Xbox Live Arcade                                                                   |
| Duke Nukem Forever            | 2011       | Xbox 360, PlayStation 3                                                            |
| Duke Nukem 3D: World Tour     | 2016       | Xbox One, PlayStation 4                                                            |

### Mobil/PDA
| Cím                                  | Kiadás éve | Platform                          |
| ------------------------------------ | ---------- | --------------------------------- |
| Duke Nukem                           | 1997       | Game.com                          |
| Duke Nukem                           | 1999       | Game Boy Color                    |
| Duke Nukem Advance                   | 2002       | Game Boy Advance                  |
| Duke Nukem Mobile                    | 2004       | Tapwave Zodiac                    |
| Duke Nukem Mobile 3D                 | 2005       | Cellular Phones                   |
| Duke Nukem Mobile II: Bikini Project | 2005       | Cellular Phones                   |
| Duke Nukem 3D                        | 2009       | iPod/iPhone , Nokia               |
| Duke Nukem Trilogy                   | TBA        | Nintendo DS, PlayStation Portable |